# دیدریک بوئر
دیدریک بوئر (هلندی: Diederik Boer؛ زادهٔ ۲۴ سپتامبر ۱۹۸۰) بازیکن فوتبال اهل پادشاهی هلند است.

## باشگاهی
از باشگاه‌هایی که در آن بازی کرده‌است می‌توان به آژاکس آمستردام اشاره کرد.